# 香川県立高松商業高等学校
香川県立高松商業高等学校（かがわけんりつ たかまつしょうぎょうこうとうがっこう）は、香川県高松市松島町一丁目に所在する公立の商業高等学校。略称は、高商、高松商業、高松商高。野球の名門として全国的に知られている（四国四商のひとつ）。

## 概要
歴史
1900年に「高松市立高松商業学校」が開校。翌1901年に坂出で「香川県立商業学校」が開校。この県立商業が1912年に市立商業を吸収合併した後、高松市に移転。1922年に「香川県立高松商業学校」に改称、1948年に現在の「香川県立高松商業高等学校」に改称して現在に至る。学校所在地は1913年からは高松市宮脇町、1949年に現在の高松市松島町に移転。
校章
香川商業（旧名）の「香商」とソロバン玉の菱形を意匠
校色
紫紺
校歌
作詞：葛原しげる、作曲：小比賀虎雄

## 沿革
- 1900年 - 高松市立高松商業学校が設置される。
- 1901年 - 綾歌郡坂出町（現・坂出市）に香川県立商業学校が設置される。
- 1912年 - 県立商業が市立商業を吸収合併し県立香川商業学校となる。
- 1912年 - 本校を高松市に移し坂出町に分教場を置く。
- 1913年 - 本校舎を高松市宮脇町に新築移転する。坂出分教場を閉鎖する。
- 1922年 - 香川県立高松商業学校と改称する。
- 1913年 - 第二本科を設置、夜間授業始まる。
- 1945年 - 戦災のため校舎全焼、高松市立第一中学校（現・高松第一高等学校）ほか四ヶ所に分教場を置く。
- 1948年 - 学制改革により香川県立高松商業高等学校と改称する。
- 1949年 - 高松市松島町（現住所）に校舎新築移転する。第二本科を廃し、定時制課程を置く。
- 1969年 - 外国語に関する学科、英語実務科置く。
- 1987年 - 商業に関する学科、情報処理科を置く。
- 2004年 - 全普通教室に冷暖房を完備。
- 2005年 - 耐震補強のため、旧体育館（現: 南体育館）を改修する。
- 2006年 - 校舎の老朽化に伴う立替のため、渡り廊下を解体。
- 2008年 - 新北館が完成。
- 2010年 - 情報数理科を新設、情報処理科を募集停止。

## 部活動・同好会
運動
- 野球

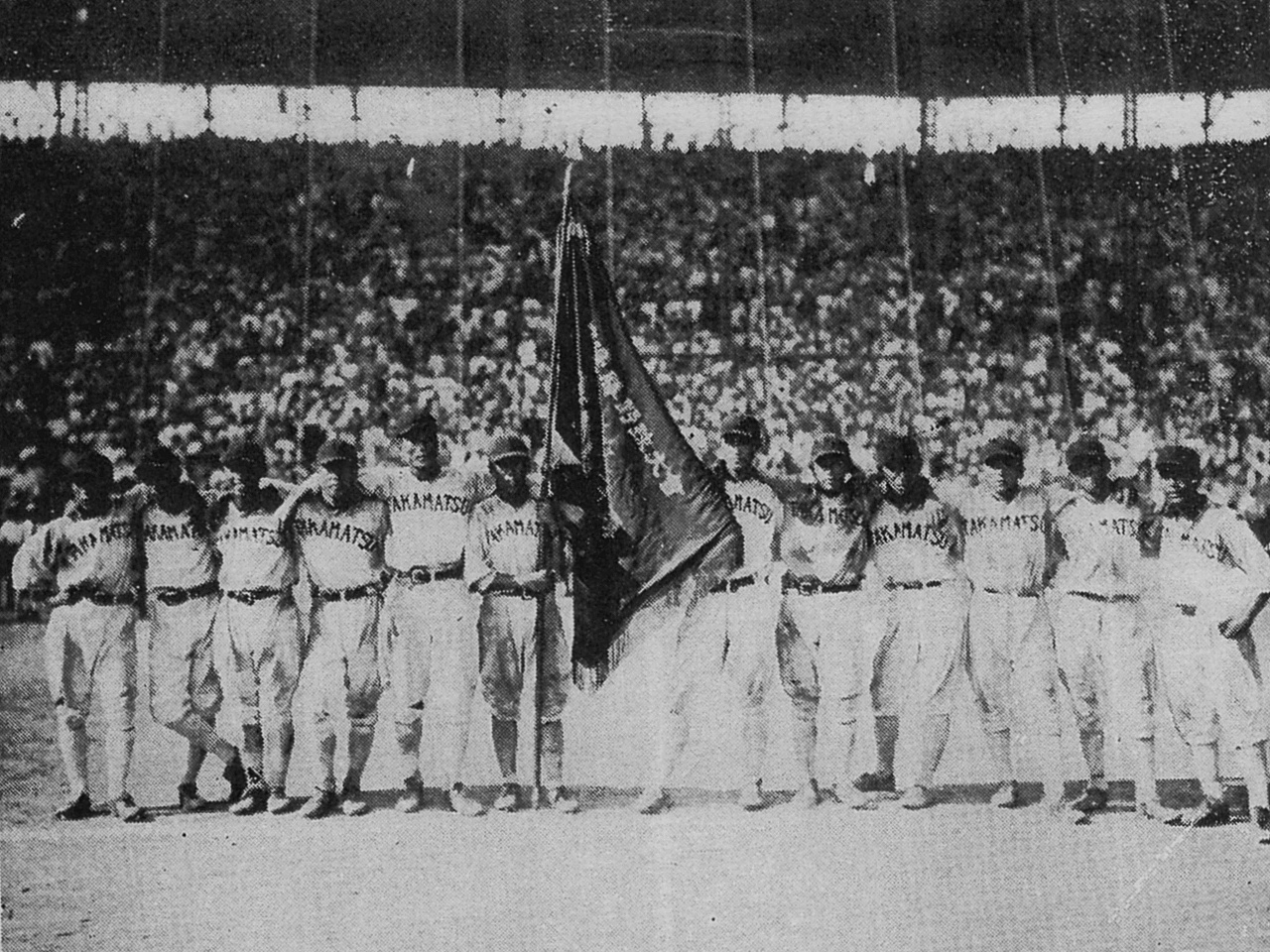
1925年夏の甲子園で優勝した高松商業野球部

  - 選抜高等学校野球大会 出場28回（優勝 / 第1回大会、第32回大会）、（準優勝 / 第2回大会、第33回大会、第88回大会）
  - 全国高等学校野球選手権大会 出場22回 （優勝 / 第11回大会、第13回大会）
  - 明治神宮野球大会 （優勝 / 第46回大会）
  - 国民スポーツ大会高等学校野球競技（優勝 / 1959年）

野球部のストッキングのライン（4色・上記４大会）の本数は、上記優勝回数を表す[1]
- サッカー
  - インターハイ 出場29回（3位 / 1995年、1998年）
  - 全国高校選手権大会 出場22回
  - 天皇杯全日本選手権大会 出場1回
- ハンドボール
  - 全国選抜大会 女子（準優勝 / 2008年、ベスト4 / 2007年、2009年、2015年）
  - インターハイ 女子（優勝 / 2012年、2013年、2015年、3位 / 2016年、2024年[2]、ベスト4 / 2014年）
  - 国民体育大会 女子（優勝 / 2012年、2013年、準優勝 / 2011年）
- テニス
- 卓球
- 男子バスケットボール
  - インターハイ 出場29回（ベスト8 / 4回）
  - 全国高校選手権大会（旧全国高校選抜大会含む）（ベスト4/第8回大会、ベスト8 / 2回）
- 女子バスケットボール
- バレーボール（女子）
  - インターハイ 出場9回（ベスト8 / 2007年）
  - 全日本高校選手権大会 出場11回
  - 全国高校選抜優勝大会 出場4回
  - 天皇杯・皇后杯全日本選手権大会 出場1回
- ソフトボール
- 陸上競技
  - 全国高等学校駅伝競走大会 男子出場17回（最高7位）
- 水泳
- セーリング・ヨット　全国高等学校ヨット選手権大会
  - 1961年 第2回大会 男子 スナイプ級 2位
  - 1962年 第3回大会 男子 スナイプ級 優勝、男子 A級 優勝
  - 1964年 第5回大会 男子 A級 優勝
  - 1978年 第19回大会 男子 FJ級 3位
  - 1980年 第21回大会 女子 FJ級 優勝
  - 1981年 第22回大会 女子 FJ級 2位
  - 1986年 第27回大会 女子 FJ級 2位
  - 1988年 第29回大会 男子 FJ級 3位
  - 1989年 第30回大会 女子 FJ級 2位
  - 2011年 第51回大会 女子 デュエット 3位
  - 2013年 第54回大会 女子 FJ級ソロ 2位、女子 デュエット 3位
  - 2015年 第56回大会 女子 420級 2位
  - 2016年 第57回大会 男子 FJ級 3位
  - 2017年 第58回大会 女子 FJ級 3位、女子 420級 優勝
  - 2019年 第60回大会 男子 420級優勝　男子コンバインド優勝
- 柔道
- 剣道
- 弓道
- バドミントン
  - インターハイ 男子（団体優勝 / 1993年、準優勝 / 1998年）
- ソフトテニス
- 空手道

特別
- 図書
- 新聞
- 放送
- 応援

商業
- 商業研究
- ワープロ
- 珠算・電卓
  - 全国高校珠算・電卓競技大会（2011年団体優勝、個人種目別応用計算優勝）

文化
- 科学
- 語学
- 写真11
- 家政
- 茶道
- 吹奏楽
  - 日本マーチングバンド全国大会高等学校の部　　　　　　　　　　　　　　　　　　　　　　　　　　　　　　　　　　　（銀賞 /第34回 2006年、第36回 2008年、第39回 2011年、第40回 2012年、第41回 2013年、第44回 2016年、第46回 2018年、第47回 2019年、銅賞 / 第27回 2000年、第28回 2001年、第43回 2015年）
- 書道 
  - 全国高等学校書道パフォーマンス選手権大会（優勝 / 第8回 2015年、第9回 2016年、準優勝 / 第6回 2013年、第10回 2017年、第3位 / 第12回 2019年）
- 美術
- 文芸

## 委員会
- ホームルーム委員会（正副委員長）
- 保健委員会
- 体育委員会
- 調査委員会
- 美化委員会
- 会計委員会
- 図書委員会

## 制服

### 男子
(1) 冬服
- 学校指定の濃紺ダブルブレザーとグレンチェックズボン。
- 学校指定の長袖シャツとネクタイ。（1年臙脂・2年グレー・3年ブルー）

(2) 合服
- 学校指定のグレンチェックズボンと長袖シャツ、ネクタイ。

(3) 夏服
- 学校指定の紺ズボンと半袖シャツ。

(4) その他
- シャツの下に派手な色・柄もののアンダーシャツを着用してはならない。
- 防寒着として、セーター、マフラーの着用は認められる。（華美でないもの）

靴
- 黒のローファー又は白を基調とした運動靴。

ベルト
- 必ず着用、ただし色は黒・茶のみ。

ソックス
- 白。

髪
- パーマ、染色・脱色は禁止。

### 女子
(1) 冬服
- 学校指定の濃紺ダブルブレザーとスカート
- 学校指定のブラウスと蝶タイ。（1年臙脂・2年グレー・3年ブルー）

(2) 合服
- 学校指定の冬服用スカートと半袖ブラウス、蝶タイ。

(3) 夏服
- 指定の紺スカートと半袖ブラウス、蝶タイ。

(4) その他
- ブラウスの下に派手な色・柄もののアンダーシャツを着用してはならない。
- 防寒着として、セーター、マフラーの着用は認められる。（華美でないもの）

くつ
黒のローファー又は運動靴。
ベルト
- 着用しない。

ソックス
- 白、紺、黒。ワンポイントまでは認める。
- 冬は防寒用として、ストッキングの着用を認める。
- ルーズソックス・くるぶしソックスは禁止。

髪
- パーマ、染色・脱色は禁止。
- 装飾品の着用は禁止。ただし黒色の髪留めに限り認められる。
- 頭の上で結う、編む髪型は禁止。

## 年間行事
4月
- 始業式
- 入学式
- 新入生オリエンテーション
- 遠足

5月
- 体育祭
- 前期5月考査

6月
- 県総体
- 校内模試
- 四国総体
- 教育実習

7月
- 前期7月考査
- クラスマッチ
- 防災避難訓練
- 英語実務科海外語学研修

8月
- 学習合宿（1年）
- 夏休み

9月
- 校内模試
- 高商祭（文化祭）

10月
- 前期末考査
- 前期終業式
- 後期始業式
- 芸術鑑賞会

11月
- インターンシップ
- 後期中間考査

12月
- 生徒会役員認証式
- 修学旅行（2年商業科・情報数理科）

1月
- 校内実力テスト
- 卒業試験（3年）

2月
- 3年家庭学習
- 高校入学者選抜（推薦）作文・面接
- 1・2年後期末考査

3月
- 卒業式
- 高校入学者選抜（一般）学力・面接
- クラスマッチ
- 終業式
- 合格者周知会

## 生徒会会議
- 生徒総会
- 生徒役員会
- 中央委員会
- 各部部活動代表者会
- クラス会
- 専門委員会

## 著名な出身者

### 野球
- 宮武三郎 - プロ野球選手、1965年野球殿堂入り[3]
- 水原茂 - プロ野球選手・監督、野球解説者、野球評論家、1977年野球殿堂入り[4]
- 堀定一 - プロ野球選手
- 西村正夫 - プロ野球選手・監督
- 牧野茂 - プロ野球選手・コーチ、愛知商へ転校、1991年野球殿堂入り[5]
- 矢野槙雄 - プロ野球選手
- 桑島甫 - プロ野球選手
- 楠安夫 - プロ野球選手、解説者、評論家
- 多田文久三 - プロ野球選手・コーチ
- 藤井道夫 - プロ野球選手
- 三好主 - プロ野球選手
- 明石晃一 - プロ野球選手
- 田中尊 - プロ野球選手・コーチ
- 関森正治 - プロ野球選手
- 岡村浩二 - プロ野球選手
- 石川陽造 - プロ野球選手
- 山口富士雄 - プロ野球選手
- 島谷金二 - プロ野球選手・コーチ
- 小坂敏彦 - プロ野球選手
- 吉村健二 - プロ野球選手
- 大北敏博 - プロ野球選手
- 細川安雄 - プロ野球選手
- 植上健治 - プロ野球選手、打撃投手、スコアラー
- 大森剛 - プロ野球選手、1988年ソウルオリンピック銀メダリスト、スカウト
- 神田義英 - プロ野球選手
- 新田玄気 - プロ野球選手
- 松永昂大 - プロ野球選手
- 高尾健太 - プロ野球選手
- 末包昇大 - プロ野球選手
- 浅野翔吾 - プロ野球選手

### ハンドボール
- 塩田沙代 - ハンドボール選手 2020年東京オリンピック日本代表
- 河田知美 - ハンドボール選手
- 大山真奈 - ハンドボール選手 2020年東京オリンピック日本代表
- 馬場敦子 - ハンドボール選手

### 格闘技
- 小西康裕 - 武道家
- 井上由美子 - 総合格闘家（旧名・羽柴まゆみ）
- 中橋政彦 - 柔道家
- 中橋治美 - 柔道家

### スポーツその他
- 田村育子 - 陸上競技（中距離走）選手
- 宮本真司 - バスケットボール選手
- 三好隆 - プロゴルファー
- 西村美智子 - 競艇選手
- 中野圭一郎 - 元プロサッカー選手
- 吉田明博 - 元プロサッカー選手

### 政治
- 加藤常太郎 - 元労働大臣
- 国東照太 - 元高松市長、高松市名誉市民
- 岡沢吉夫 - 八王子市議会議員、スキー選手、陸上選手、全日本スキー連盟理事
- 松本昇 - 元参議院議員
- 原田秀一 - 参議院議員

### 経済
- 笠井和彦 - 元富士銀行（現.みずほ銀行）副頭取、元安田信託銀行（現.みずほ信託銀行）会長、元ソフトバンク取締役、元福岡ソフトバンクホークス社長 兼 オーナー代行、
- 鈴木祥枝 - 元東京海上火災保険社長、元AIUジャパン会長、元日本経営者団体連盟（日経連）顧問
- 真鍋康彦 - 高松琴平電気鉄道社長、香川日産自動車社長
- 多田野宏一 - 株式会社タダノ社長、元日本建設機械工業会副会長
- 石井健一郎[6] - 元大同製鋼株式会社（現.大同特殊鋼株式会社）社長・会長
- 岡内英夫 - 元株式会社資生堂社長
- 松本昇 - 元株式会社資生堂社長、元参議院議員

### 芸能
- 飯沼愛 - 女優
- 小倉博和 - ギタリスト
- mimika - シンガーソングライター
- 菊井彰子 - 歌手（元Missing Link）、女優
- 小野登 - テレビディレクター、映画監督
- 桂福枝 - 落語家

### その他
- 安西愈 -弁護士、元労働省、元第一東京弁護士会副会長、元最高裁司法研修所教官、元中央大学教授、労働法等の第一人者。
- 唐渡興宣 - 経済学者、北海道大学経済学部部長教授、北海道大学名誉教授
- 橋本勲 - 経済学者、京都大学経済学部部長教授、京都大学名誉教授
- 植木英治 - 経営学者、香川大学教授

## 著名な教職員・関係者
- 長尾健司 - 同校保健体育教諭、硬式野球部監督、2016年 第88回 選抜野球大会準優勝
- 石井健一郎 - 硬式野球部監督、1924年 第1回選抜高校野球大会優勝

## 周辺施設
- 香川県高松合同庁舎
- 高松中央高等学校
- 高松市立高松第一小学校・中学校